# Legião Francesa de Montevidéu
A Legião Francesa de Montevidéu foi uma milícia formada por imigrantes franceses que viviam em Montevidéu no século XIX, constituída para defesa da comunidade contra os ataques dos bandos locais.
O jornal montevideano em língua francesa Patriota Francés, e o principal de seus fundadores, Auguste Dagrumet, promoveram a campanha de mobilização para a formação da Legião. Jean Thiebaut levou a cabo a organização deste exército.
Durante a Guerra Grande (1839-1851), 2.500 legionários lutaram ao lado do exército colorado de Fructuoso Rivera.